# جان اسمیت (کشتی‌گیر)
جان اسمیت (به انگلیسی: John Smith) (زاده ۹ اوت ۱۹۶۵) کشتی‌گیر آزادکار بازنشستهٔ اهل ایالات متحده است. وی یکی از پرافتخارترین کشتی‌گیران تاریخ با دو مدال طلای المپیک و ۴ مدال طلای قهرمانی جهان محسوب می‌شود. جان اسمیت از ۱۹۸۷ تا ۱۹۹۲ قهرمان بدون رقیب وزن ۶۲ کیلو دنیا بود.
اسمیت پس از المپیک بارسلون ورزش قهرمانی را کنار گذارده و از آن هنگام تاکنون سرمربی تیم کشتی دانشگاه اوکلاهما است و این تیم را پنج بار به مقام قهرمانی دانشگاه‌های آمریکا رسانده‌است.